# Ратко Игњатов
Ратко Игњатов (Аранђеловац, 23. јануар 1984) српски је глумац познат по филмовима Звезде Љубави (2005),, Краљ Петар први: У славу Србије (2018) Земста: Освета (2013),, A3 - Рок ен Рол узвраћа ударац (2006) Летња роса (2018).